# Bajulus a Liberatus
Svatí Bajulus a Liberatus byli římští mučedníci, žijící pravděpodobně ve 3. století.
U Bajula je problém s jeho historičností, protože jeho jméno je pravděpodobně chybou interpretace v dochovaném rukopisu.
Autentičnost Liberata lze potvrdit. Původní znění jména bylo Liberale. Podle starých dokumentů se jeho hrobka nacházela pod podlahou baziliky zasvěcené sv. mučedníku Janovi. Není však známe jak a kde mučedník zemřel. Některé prameny tvrdí že k jeho smrti došlo za vlády císaře Claudia II. Podle dvou starověkých nápisů se dozvídáme že byl urozeného původu a zastával funkci konzula.
Jejich svátek se slaví 20. prosince.